# Ženeva
Ženeva (francouzsky Genève [ženév], italsky Ginevra, německy  Genf, švýcarskou němčinou Gämf/Gänf, rétorománsky  Genevra, franko-provensálsky Zeneva) je švýcarské město a hlavní město kantonu Ženeva.
Město se nachází v jihozápadním cípu francouzsky mluvícího Švýcarska (Romandie) při ústí řeky Rhôny ze Ženevského jezera. S počtem obyvatel 203 840 (ke konci roku 2022) je Ženeva po Curychu druhým největším městem Švýcarska. 49,2 % obyvatel nemá švýcarské občanství, což Ženevu řadí spolu s Basilejí a Lausanne k švýcarským městům s velmi vysokým podílem cizinců. Samotný ženevský kanton má více než půl milionu obyvatel a metropolitní oblast Ženeva-Lausanne s 1,3 milionu obyvatel (2020) je rozšířenou aglomerací, která je nejvýznamnější ve francouzsky mluvícím Švýcarsku. V roce 1559 zde byla založena univerzita.
Spolu s New Yorkem je Ženeva sídlem většiny světových mezinárodních organizací, včetně OSN, CERN, WHO, ILO, IOM, ISO, IEC, ITU, WIPO, WMO, WOSM, WTO a Mezinárodního červeného kříže. Spolu s Basilejí (Banka pro mezinárodní vypořádání), New Yorkem (sídlo OSN) a Štrasburkem (Rada Evropy) je Ženeva jedním z mála měst na světě, které slouží jako sídlo některé z mezinárodních organizací obecně považovaných za nejdůležitější, aniž by bylo hlavním městem některého státu. 175 států zde má navíc diplomatické zastoupení; některé z nich například udržují své diplomatické zastoupení ve Švýcarsku v Ženevě, nikoli ve spolkovém hlavním městě Bernu.
Ženeva je po Curychu druhým největším finančním centrem ve Švýcarsku; hned za ní následuje Lugano. V žebříčku nejvýznamnějších finančních center světa z roku 2018 se Ženeva umístila na 26. místě.
Poradenská společnost v oblasti managementu Mercer zařadila Ženevu v roce 2019 vedle Curychu a Basileje mezi deset měst s nejvyšší kvalitou života na světě. Zároveň se řadí mezi města s nejvyššími životními náklady na světě. V roce 2018 bylo 18,6 % obyvatel milionáři (počítáno v amerických dolarech). Ženeva je tak po Monaku městem s druhou nejvyšší hustotou milionářů na světě.

## Geografie

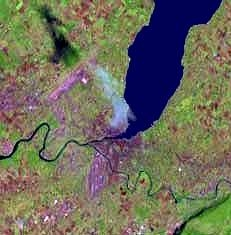
Ženeva – satelitní pohled na jezero, město (uprostřed) a řeku Rhônu (vlevo)

Ženeva leží v jihozápadním cípu Švýcarska, na hranici s Francií, kde ze Ženevského jezera vytéká řeka Rhôna. Druhou řekou ve městě je Arve, slévající se s Rhône ještě ve městě, na místě znaném Jonction. V blízkosti města se na západě táhne pohoří Jura, na jihu a na východě západní Alpy. Mont Salève na jihu města je považována za jeho místní horu, ale je již na francouzském území. Z města je za dobrého počasí vidět zasněžený Mont Blanc, nejvyšší horu Alp (4808 m), vzdálenou asi 70 km na jihovýchod.
Z celkové rozlohy města je 0,24 km², tedy 1,5 %, využíváno pro zemědělské účely a 0,5 km² (3,1 %), je zalesněno. Zbytek území, 14,63 km² tj. 91,8 %, je zastavěno (budovami nebo silnicemi), 0,49 km², tj. 3,1 %, tvoří řeky nebo jezera a 0,02 km², tj. 0,1 %, tvoří neproduktivní půda.
Ze zastavěné plochy tvořily průmyslové budovy 3,4 %, obytné domy a budovy 46,2 % a dopravní infrastruktura 25,8 %, zatímco parky, zelené pásy a sportoviště 15,7 %. Ze zemědělské půdy se 0,3 % využívá k pěstování plodin. Z vodních ploch v obci tvoří 0,2 % jezera a 2,9 % řeky a potoky.

### Místní části
Městská část se skládá ze čtyř místních částí (francouzsky sections) Cité, Plainpalais, Eaux-Vives a Petit-Saconnex. Poslední tři jmenované odpovídají obcím připojeným v roce 1930. Městské části se dále dělí na tzv. čtvrti (Quartiers):
| Místní část    | Čtvrť                            | Nr. | BFS-Code | Rozloha (ha) | Počet obyvatel (2015) | Mapa |
| -------------- | -------------------------------- | --- | -------- | ------------ | --------------------- | ---- |
| Cité           | Cité – Centre                    | 1   | 6621001  | 106          | 6720                  |      |
| Cité           | St-Gervais – Chantepoulet        | 2   | 6621002  | 47           | 4474                  |      |
| Cité           | Délices – Grottes – Montbrillant | 3   | 6621003  | 68           | 13 806                |      |
| Cité           | Pâquis                           | 4   | 6621004  | 42           | 10 650                |      |
| Plainpalais    | Champel                          | 11  | 6621011  | 180          | 17 968                |      |
| Plainpalais    | La Cluse                         | 12  | 6621012  | 46           | 16 050                |      |
| Plainpalais    | Jonction                         | 13  | 6621013  | 97           | 15 704                |      |
| Plainpalais    | Bâtie – Acacias                  | 14  | 6621014  | 139          | 4835                  |      |
| Eaux-Vives     | Eaux-Vives – Lac                 | 21  | 6621021  | 136          | 20 578                |      |
| Eaux-Vives     | Florissant – Malagnou            | 22  | 6621022  | 118          | 15 018                |      |
| Petit-Saconnex | Sécheron                         | 31  | 6621031  | 74           | 6923                  |      |
| Petit-Saconnex | O.N.U.                           | 32  | 6621032  | 107          | 2088                  |      |
| Petit-Saconnex | Grand-Pré – Vermont              | 33  | 6621033  | 62           | 10 617                |      |
| Petit-Saconnex | Bouchet – Moillebeau             | 34  | 6621034  | 161          | 15 303                |      |
| Petit-Saconnex | Charmilles – Châtelaine          | 35  | 6621035  | 115          | 23 537                |      |
| Petit-Saconnex | St-Jean – Aire                   | 36  | 6621036  | 94           | 9529                  |      |

## Historie

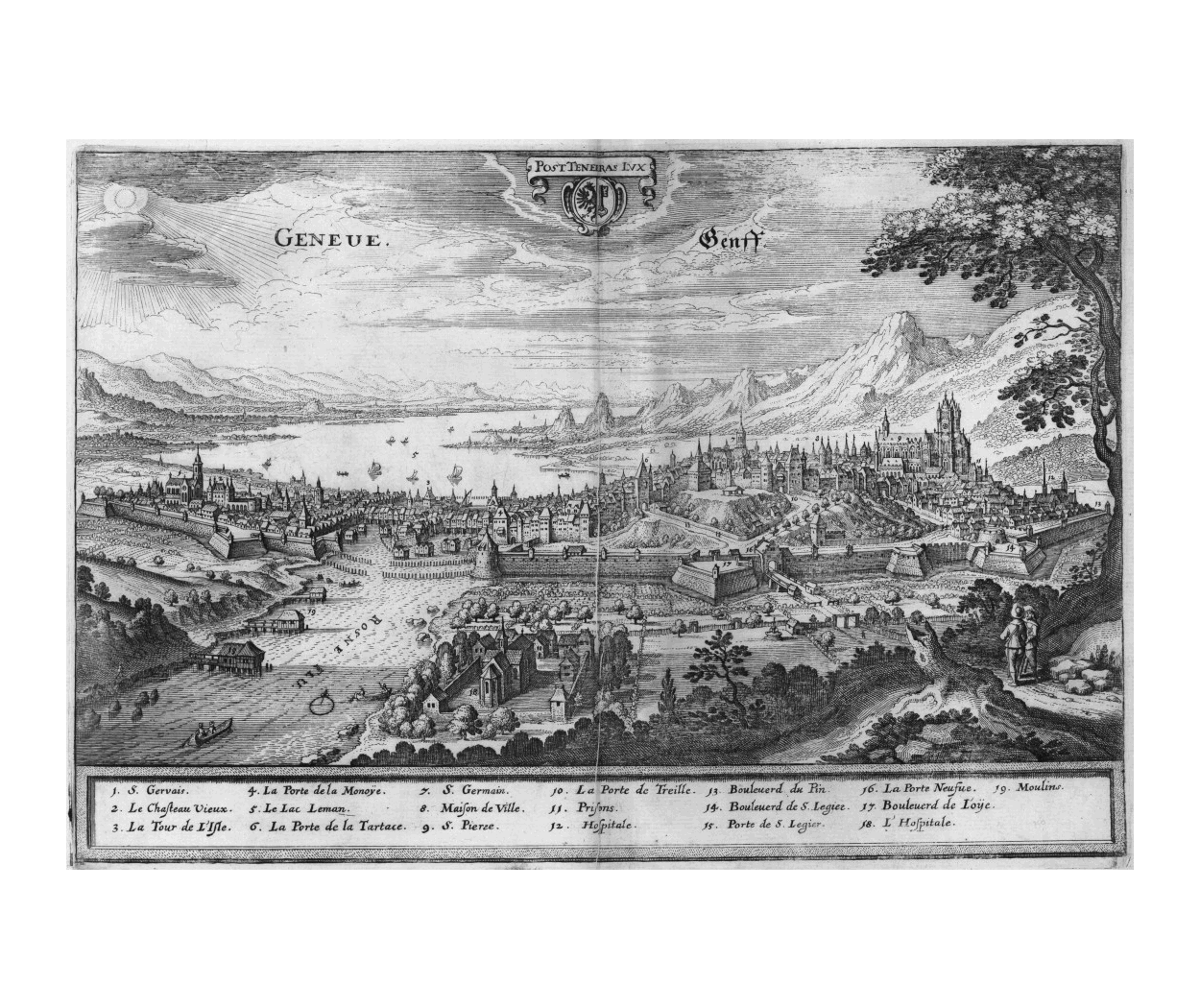
Ženeva na vyobrazení z roku 1654

Keltský název Genava označoval hlavní město kmene Allobrogů, které roku 121 př. n. l. dobyli Římané a stalo se jakýmsi předmostím v Zaalpské Gallii (Gallia transalpina). Podle možného výkladu získalo město svůj název pro svou polohu v zálivu jezera, z indoevropského *genu-, *gneu- „koleno, roh, úhel“.
V letech 52 a 58 př. n. l. zde pobýval Julius Caesar. První křesťanský kostel zde vznikl kolem roku 350, v letech 443–467 byla Ženeva sídelním městem burgundských králů a od přelomu 4. a 5. století do reformace roku 1536 zde bylo biskupské sídlo. V roce 563 zahynulo mnoho obyvatel při tzv. události Tauredunum, vlně tsunami na Ženevském jezeře.
Od 10. století nechával ženevský biskup razit vlastní stříbrné mince. Na začátku 11. století se Ženeva stala spolu s Burgundskem částí Svaté říše římské, a to jako biskupství. Roku 1124 získal ženevský biskup smlouvou s místním hrabětem vládu nad městem. V roce 1162 udělil Fridrich I. Barbarossa biskupství nezávislost a císařskou bezprostřednost.
Od poloviny 13. století se zde konaly významné trhy a měšťané se snažili získat lepší postavení vůči biskupovi. Roku 1309 biskup přiznal městu právo volit si radní (syndiky). V roce 1467 udělilo Savojsko Ženevským svobodu obchodu na svém území. 7. května 1493 shromáždil biskup Antoine Champion v kostele Saint-Pierre asi 500 kněží a odsoudil neřestný způsob života duchovenstva:
| „ | Lidé zasvěcení službě Bohu se musí vyznačovat čistým životem, ale naši kněží se nyní oddali všem neřestem a vedou hříšnější život než ostatní stádo. Někteří nosí rozevlátý oděv, jiní si nasazují válečnické přilby, oblékají červené sutany nebo kyrysy, navštěvují trhy, navštěvují krčmy a nevěstince, chovají se jako komedianti nebo potulní herci, skládají falešné přísahy, půjčují na pěšáky a hanebně prodávají odpustky křivopřísežníkům a vrahům. | “ |

Mezitím roku 1477 uzavřel ženevský biskup smlouvu o sdružení se švýcarskými městy Bernem a Fribourgem; roku 1526 uzavřeli podobnou smlouvu sami měšťané, kteří se tak podle vzoru italských měst vymanili z moci biskupů. Ženeva se tak připojila ke konfederaci měst spolu s Bernem a Fribourgem. Současně se prostřednictvím německých kupců do města šířily myšlenky německé reformace a roku 1536 byly ve městě zakázány katolické bohoslužby. Po přesvědčivých kázáních Guillauma Farela byla v roce 1536 zavedena reformace a vyhlášena nezávislá Ženevská republika. Fribourg proto zrušil spojenectví se Ženevou, načež se město několikrát marně pokusilo o přijetí do Švýcarské konfederace jako spřátelené město.

Letecký pohled z roku 1966

Téhož roku přišel do města francouzský reformátor Jan Kalvín (Jean Calvin), který si zde získal neobyčejnou autoritu a zavedl přísný, téměř teokratický režim. Roku 1541 napsal pro Ženevu novou ústavu, kde vedle obecného shromáždění měšťanů vládl volený sbor dvou set, rada šedesáti a v náboženských záležitostech konzistoř, vedená Kalvínem. Roku 1553 dal Kalvín v Ženevě upálit španělského teologa, humanistu, lékaře Michaela Serveta, podporujícího reformaci, který ale popíral Boží Trojici a kritizoval Kalvína. Roku 1559 založil Akademii pro vzdělávání kazatelů a v následujících letech se Ženeva stala útočištěm náboženských exulantů, podnikavých měšťanů z Francie, Itálie i Německa. Tím se město nejen rozrostlo, ale také zbohatlo a začalo hrát stále významnější roli. Do konce 19. století bylo nejlidnatějším švýcarským městem.
V průběhu 18. století narůstaly spory mezi bohatými měšťany a ostatními občany bez politických práv. Povstání roku 1707, které vedl právník Pierre Fatio, bylo s pomocí ostatních švýcarských měst potlačeno a Fatio zastřelen. Při další vzpouře roku 1737 bylo 11 mrtvých. Roku 1762 dala městská rada spálit spisy ženevského rodáka Jeana-Jacqua Rousseaua a roku 1781 proti dalšímu povstání povolala na pomoc francouzského krále Ludvíka XVI. Po dobytí města emigrovalo přes tisíc občanů hlavně do Paříže. Nicméně roku 1793 „starý režim“ definitivně padl a roku 1794 byla přijata nová ústava. Už v této době bylo hlavním odvětvím v Ženevě hodinářství a zlatnictví, na druhém místě textilní průmysl.
V letech 1798–1814 patřila Ženeva k Francii a po porážce Napoleona byl roku 1815 založen švýcarský kanton Ženeva spojením města Ženevy, jeho poddanských území a k němu Vídeňským kongresem přiřčených bývalých francouzských a savojských území, mezi nimi i město Carouge. Ale i nadále se držela vláda aristokracie, až do roku 1847, kdy Ženeva dostala novou kantonální ústavu, a roku 1848 schválila spolkovou ústavu Švýcarska jako jeden z liberálních kantonů. Roku 1839 zde polský exulant Antoni Norbert Patek založil první hodinářskou továrnu, spolu s Františkem Čapkem, narozeným v Jaroměři (dnes firma Patek Philippe) a i jinak se město rychle industrializovalo. Ve druhé polovině 19. století byly za vlády starosty Jamese Fazyho zbořeny městské hradby a město se značně rozšířilo, nicméně v téže době je počtem obyvatel předstihl Curych. Historické město si sice zachovalo svůj půdorys a strmé, úzké uličky, téměř všechny budovy však byly od té doby důkladně přestavěny.

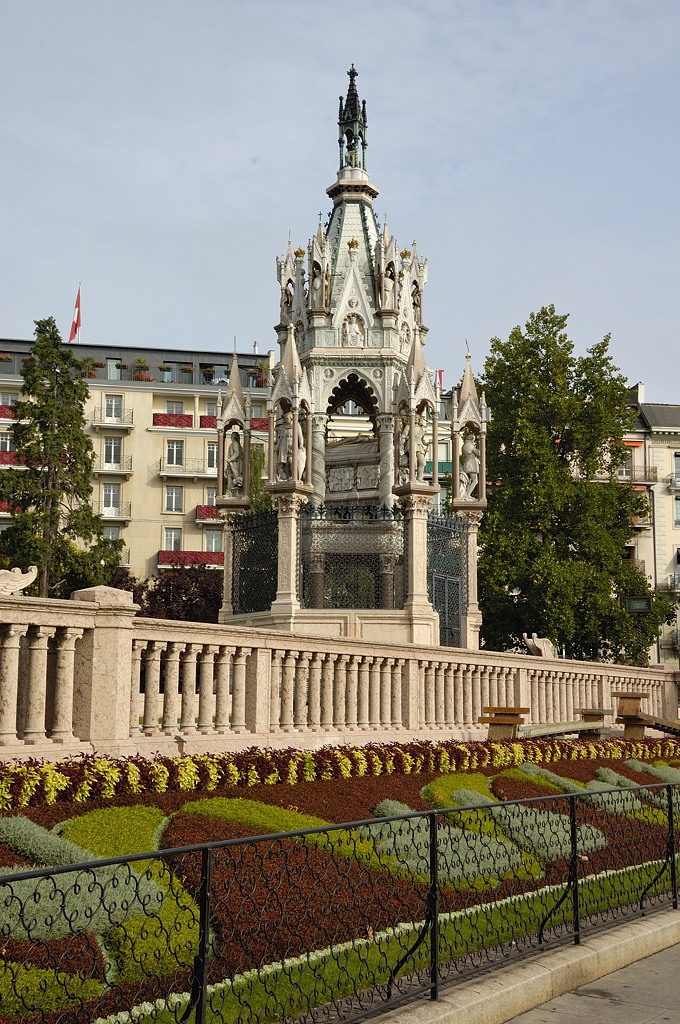
Památník Monument Brunswick

Roku 1863 zde místní rodák Henri Dunant založil Mezinárodní výbor Červeného kříže, nejstarší mezinárodní humanitární organizaci, a byl za to roku 1901 vyznamenán Nobelovou cenou míru. Mezinárodní Červený kříž dostal Nobelovu cenu míru celkem třikrát.
Karel II. Brunšvický odkázal městu v roce 1873 jmění ve výši 1 miliardy franků, z nichž 2 miliony vynaložilo na stavbu památníku Monument Brunswick. Z velké části zbylého dědictví bylo v letech 1873–1879 postaveno Grand Théâtre de Genève, největší divadlo ve Švýcarsku té doby, které navrhl Gottfried Semper, s 1450 místy. V roce 1873 byla založena Ženevská univerzita, ale také Antiautoritářská internacionála. Kvůli ní sem odcestoval Michail Bakunin. Tento ruský šlechtic a revolucionář Ženevu dobře znal, neboť zde v roce 1867 založil Mezinárodní mírovou ligu. V reakci na potřebu dekorativního umění v průmyslu luxusního zboží bylo od roku 1885 v hodinářské škole Musée des Arts décoratifs. Anarchista Luigi Lucheni v září 1898 ubodal v Ženevě Alžbětu Bavorskou. V roce 1895 přijel do Ženevy Vladimir Iljič Uljanov, známý jako Lenin, na jednání s Georgijem Plechanovem.
V letech 1920–1946 byla Ženeva sídlem Společnosti národů, k níž Švýcarsko přistoupilo po referendu z 19. května 1920. Úvodní projev na ustavujícím shromáždění přednesl spolkový prezident Giuseppe Motta. Společnost národů se přestěhovala do Paláce Wilson. Od 4. do 23. května 1927 se v Ženevě konala první světová hospodářská konference. V březnu 1930 založil Libanonec Chakíb Arslan v Ženevě noviny La Nation arabe. 16. – 25. srpna 1939 se v Ženevě konal 21. Mezinárodní sionistický kongres. Ženeva se stala sídlem židovské organizace World ORT.
V roce 1931 byly bývalé obce Eaux-Vives, Le Petit-Saconnex a Plainpalais sloučeny s městem Ženeva. Dne 9. listopadu 1932 došlo k masakru, takzvané „krvavé noci v Ženevě“, kdy vojáci zastřelili 13 antifašistických demonstrantů a 60 jich vážně zranili. Ve volbách do kantonálního parlamentu v listopadu 1933 dosáhla krajní pravice 9% podílu hlasů.
Po roce 1946 bylo v okolí města vybudováno vědeckovýzkumné mezinárodní středisko Evropské organizace pro jaderný výzkum (CERN), které je neustále modernizováno a rozšiřováno.
Ženeva je jedním z jedenácti švýcarských měst a jedním z více než stovky evropských měst, kterým Federace protestantských církví v Evropě v roce 2015 udělila čestný titul „Evropské město reformace“.

## Obyvatelstvo
Ženeva byla až do roku 1870 nejlidnatějším městem Švýcarska. Později toto místo převzalo město Curych, i když mezi lety 1910 a 1995 byla co do počtu obyvatel větší také Basilej. K 31. prosinci 2022 měla Ženeva 203 840 obyvatel. Ženevská aglomerace je každých deset let při sčítání lidu nově definována a v roce 2007 zahrnovala 471 314 obyvatel, respektive 780 000 obyvatel v celém regionu, i s přilehlými oblastmi ve Francii. Podíl cizinců (obyvatel přihlášených k trvalému pobytu, avšak bez švýcarského občanství) činil k 31. prosinci 2022 49,2 % (100 291 obyvatel), což se vysvětluje zejména množstvím mezinárodních organizací ve městě a jeho blízkostí k francouzským hranicím (kanton Ženeva je téměř celý obklopen Francií). Rozloha katastru Ženevy je 15,89 km², což znamená statistickou hustotu obyvatelstva přes 12 800 obyvatel na km² (k 31. prosinci 2022). Rozšířená metropolitní oblast, metropolitní region Ženeva-Lausanne, má přibližně 1,3 milionu obyvatel.
| Rok            | 1580   | 1650   | 1690   | 1710   | 1798   | 1814   | 1834   | 1850   | 1870   | 1888   | 1900   | 1910    | 1930    | 1950    | 2000    | 2010    | 2014    | 2017    |
| Počet obyvatel | 17 330 | 12 250 | 16 220 | 20 000 | 24 331 | 21 812 | 27 177 | 37 724 | 60 004 | 75 709 | 97 359 | 115 243 | 124 121 | 145 475 | 177 964 | 187 470 | 194 565 | 201 813 |

## Politika

### Legislativa
Zákonodárnou moc vykonává obecní rada (Conseil municipal). Má 80 křesel a je volena přímo občany každých pět let poměrným zastoupením se sedmiprocentní hranicí pro vstup do zastupitelstva. Obecní rada určuje rozpočet města a hlasuje o návrzích městské rady (Conseil administratif). Kromě toho může sama iniciovat návrhy.

### Exekutiva
Městská rada (Conseil administratif) se skládá z pěti rovnoprávných členů, kteří jsou voleni občany každé čtyři roky ve většinových volbách. Funkce starosty se mezi členy městské rady každoročně střídá.

### Volební práva
Volební právo mají všichni švýcarští občané s bydlištěm v Ženevě a cizinci (obyvatelé bez švýcarského občanství), kteří ve Švýcarsku pobývají nejméně osm let. Toto nařízení platí od roku 2005, kdy byla přijata příslušná kantonální lidová iniciativa. Právo kandidovat ve volbách je stále vyhrazeno pouze švýcarským občanům.
S podpisy pěti procent oprávněných voličů lze prosadit rozhodnutí obecního zastupitelstva (referendum) nebo podat vlastní návrh (lidová iniciativa).

## Ekonomika

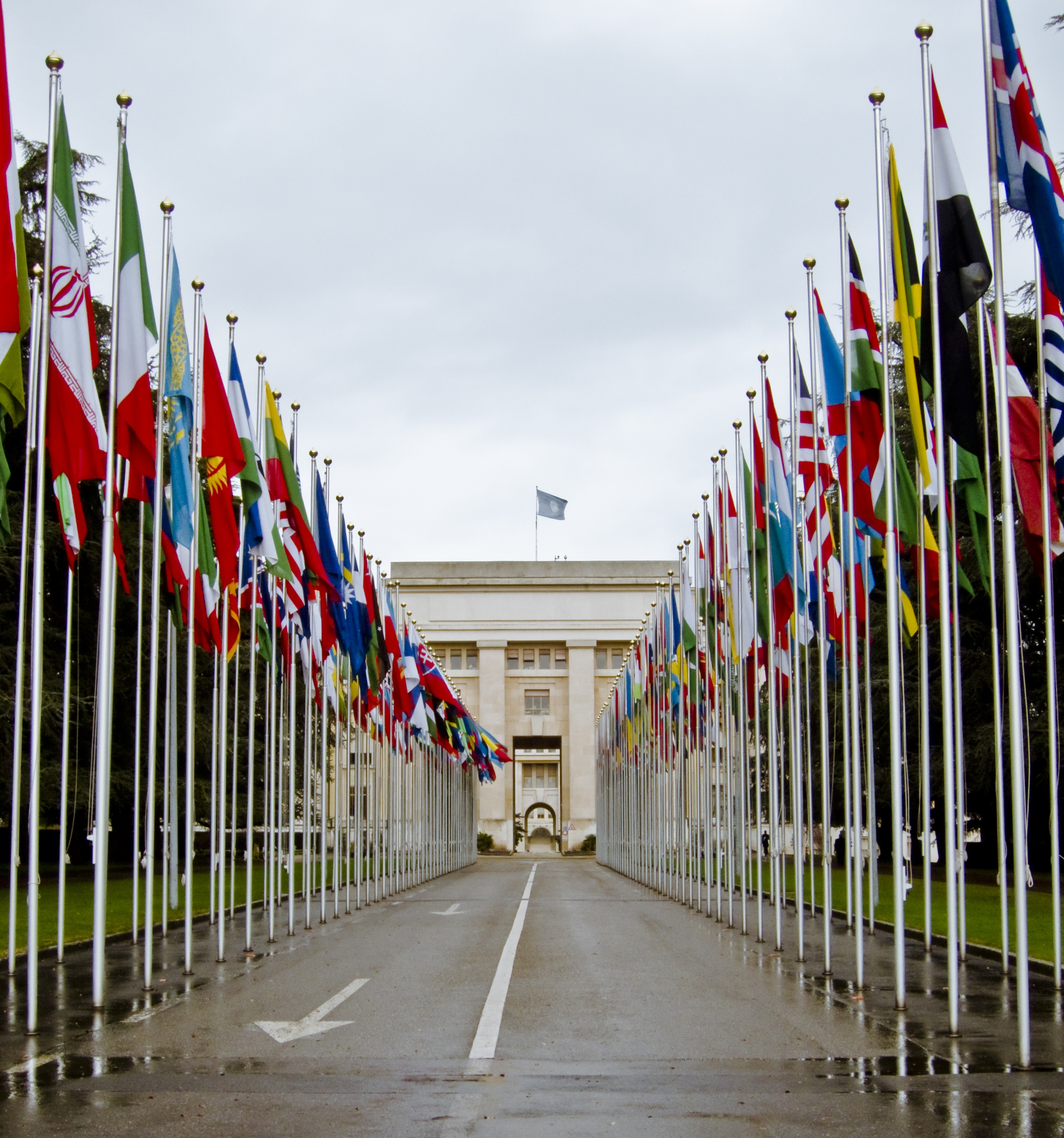
Sídlo OSN v Ženevě

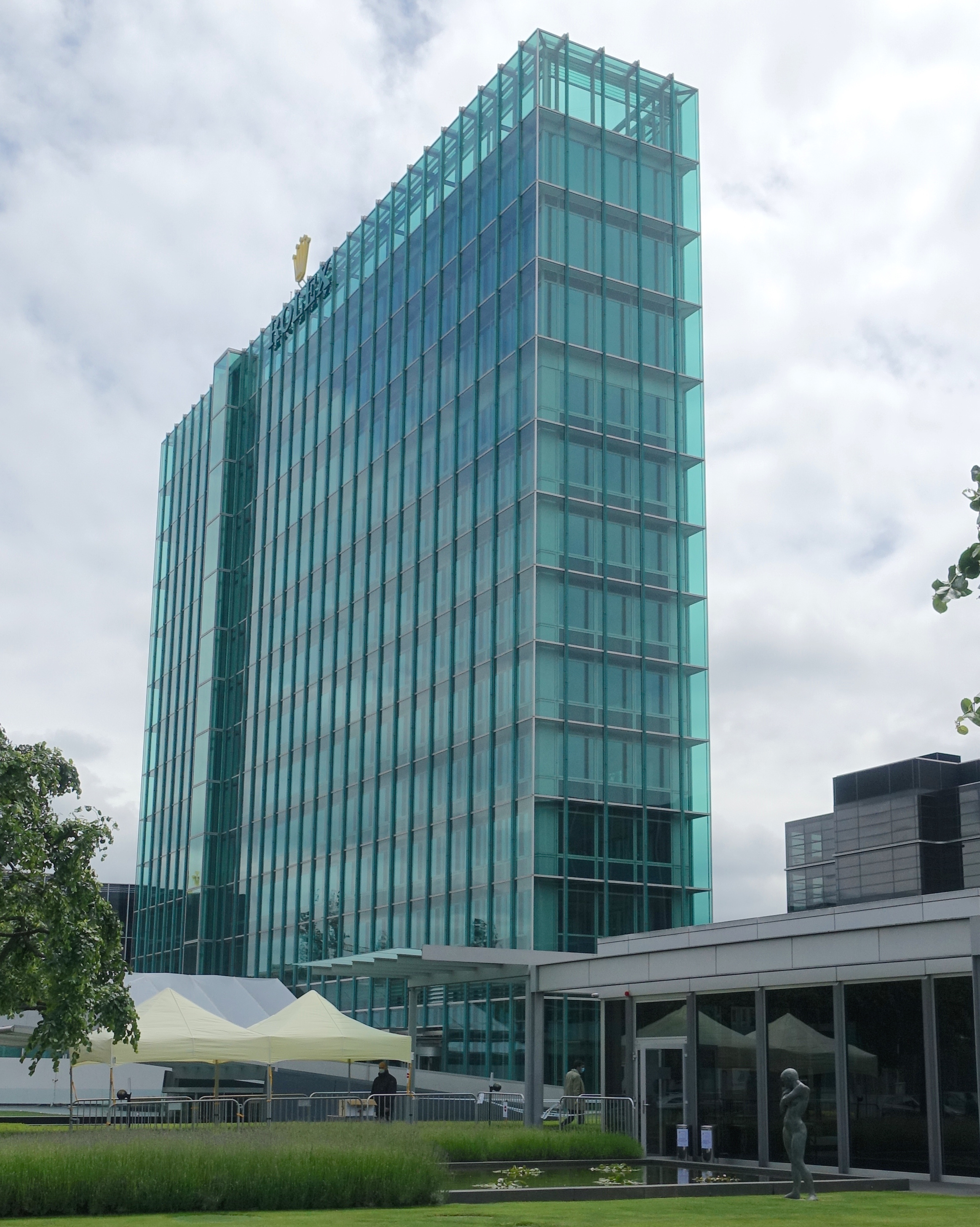
Sídlo firmy Rolex

Městská republika Ženeva razila vlastní mince až do roku 1850 (dle Spolkového zákona o spolkovém mincovnictví). Po určitou dobu se, jak bylo ve Francii dlouho zvykem, dělily na soly, poté se začaly razit franky.
Ženeva je významné bankovní a obchodní centrum, světové středisko hodinářského průmyslu, má řadu průmyslových firem, a je oblíbeným kongresovým místem. V blízkosti letiště je velké kongresové a výstavní centrum Palexpo, kde se konají i pravidelné ženevské autosalony. Pro mimořádnou polohu na břehu jezera a mezi horami je vyhledávaným cílem turistů.
Město je sídlem výrobců luxusních hodinek, jako jsou Rolex (celosvětová centrála), Omega, Patek Philippe, Vacheron Constantin, Frédérique Constant nebo Baume & Mercier, a je tak jedním z nejvýznamnějších hodinářských měst na světě. Známé jsou kvalitní prvky zavedené místními řemeslníky, jako je ženevská pečeť (Poinçon de Genève) a ženevské pruhy (Côtes de Genève, Filets). Kromě toho má v Ženevě své (světové či evropské) sídlo řada nadnárodních společností, například Procter & Gamble a Polo Ralph Lauren. Pro 30 mezinárodních organizací se sídlem v Ženevě a 172 akreditovaných misí pracuje přímo více než 28 000 lidí; jejich podíl na ekonomickém výkonu kantonu činí 9,2 %.
V Ženevě sídlí řada mezinárodních organizací, mezi nimi
- část Organizace spojených národů (OSN - ONU/UNO); v letech 1920–1946 zde sídlila její předchůdkyně, Společnost národů,
- Světová zdravotnická organizace (WHO/OMS),
- Mezinárodní telekomunikační unie (ITU/UIT),
- Mezinárodní organizace pro normalizaci (ISO),
- Mezinárodní organizace práce (ILO/OIT),
- Úřad Vysokého komisaře OSN pro uprchlíky (UNHCR),
- Světová organizace duševního vlastnictví (WIPO),
- Konference OSN o obchodu a rozvoji (UNCTAD),
- Ekonomická a sociální rada OSN,
- Světová meteorologická organizace (WMO).

Vzhledem k tomu zde má mnoho zemí (včetně České republiky) stálá diplomatická zastoupení nebo mise.
Dále zde sídlí:
- Světové ústředí Červeného kříže (Croix rouge),
- Meziparlamentní unie (IPU/UIP)
- Světová rada církví.

Nedaleko Ženevy na francouzské hranici sídlí také
- Evropská organizace pro jaderný výzkum (CERN) s největším urychlovačem částic na světě.

## Doprava

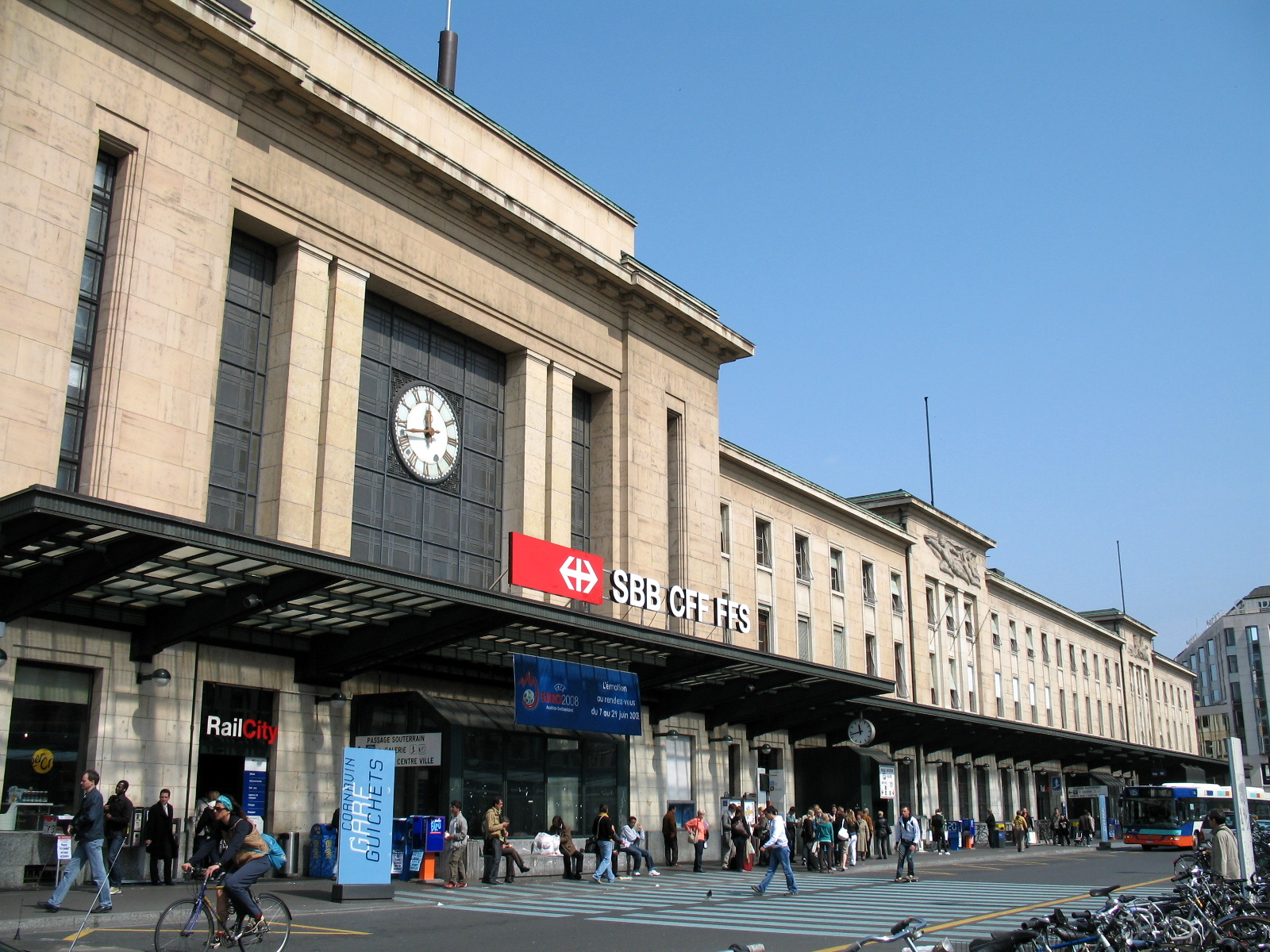
Železniční stanice Genève-Cornavin

V Ženevě je tramvajová, trolejbusová i autobusová veřejná doprava, kterou provozuje podnik Transports publics genevois (TPG). Obsahuje tramvajovou dopravu se čtyřmi linkami a ženevské trolejbusy se šesti linkami. Kromě toho je Ženeva spojena s mnoha městy na břehu jezera osobními loděmi na Ženevském jezeře, a to i na přeshraničních linkách do Francie.
Díky hlavní železniční stanici Genève (známé také jako Genève-Cornavin) je Ženeva dobře zapojena do evropské železniční sítě. Ženeva je dále napojena na francouzskou vysokorychlostní síť TGV s přímým spojením do Paříže. Z konečné stanice Gare des Eaux-Vives bylo také vybudováno železniční spojení do Annemasse. Nová železniční trať Genève–Annemasse (CEVA), budovaná od roku 1995, propojuje od 15. prosince 2019 švýcarskou a francouzskou síť. Do roku 2012 byla v Ženevě nakládací stanice pro autovlaky, od roku 2016 se zde přeprava automobilů na vlacích již neuskutečňuje.
Druhé největší letiště ve Švýcarsku, Aéroport International de Genève, se nachází na ženevském předměstí Cointrin.
Ženeva leží na švýcarské dálnici A1 a francouzských dálnicích A 40 a A 41.

## Sport
Město Ženeva se proslavilo v národním i mezinárodním měřítku, mimo jiné díky fotbalovému klubu Servette FC Genève, který získal 17krát titul švýcarského mistra, a hokejovému týmu Genève-Servette HC. Významnou místní událostí je každoroční Ženevský maraton.
Ve městě se konalo mnoho sportovních akcí. Mezi nejvýznamnější akce, které se zde konaly patří:
- Mistrovství Evropy ve fotbale 2008
- Mistrovství světa v ledním hokeji 1961

Ženeva je také místem startu a cíle jachtařské regaty Bol d'Or a veslařského závodu Tour du Léman, které se konají na Ženevském jezeře.

## Pamětihodnosti

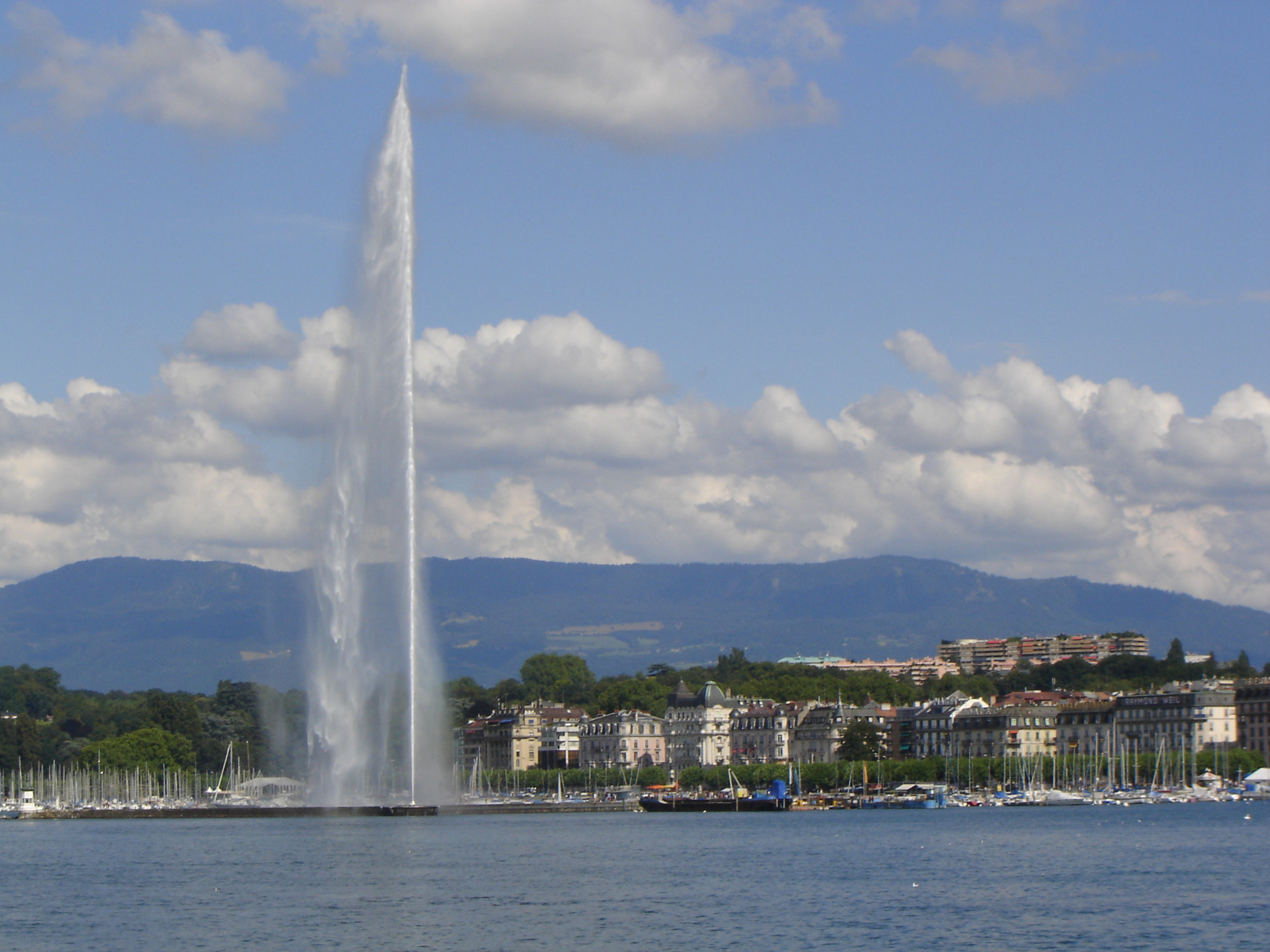
Jet d'Eau

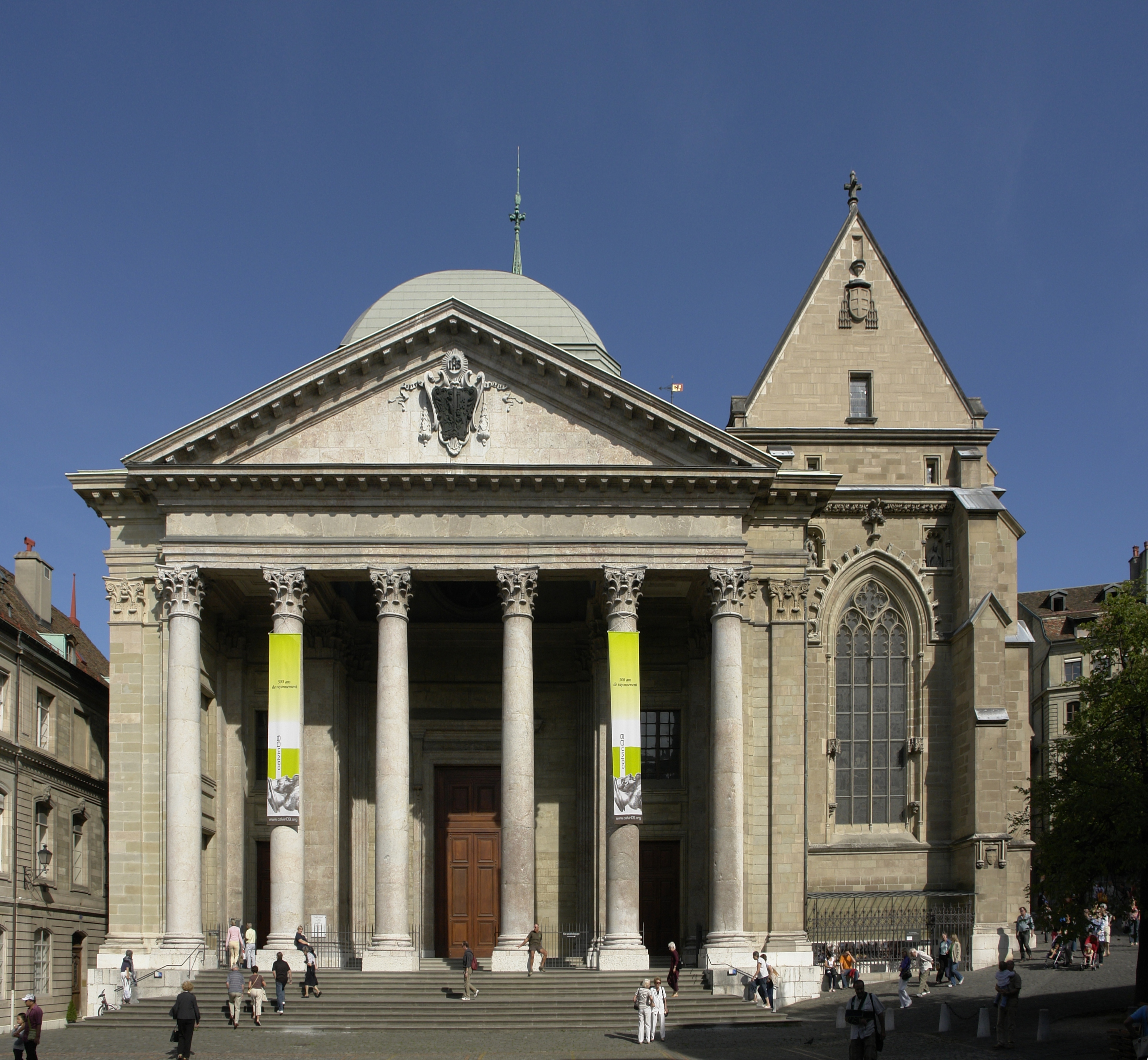
Katedrála svatého Petra

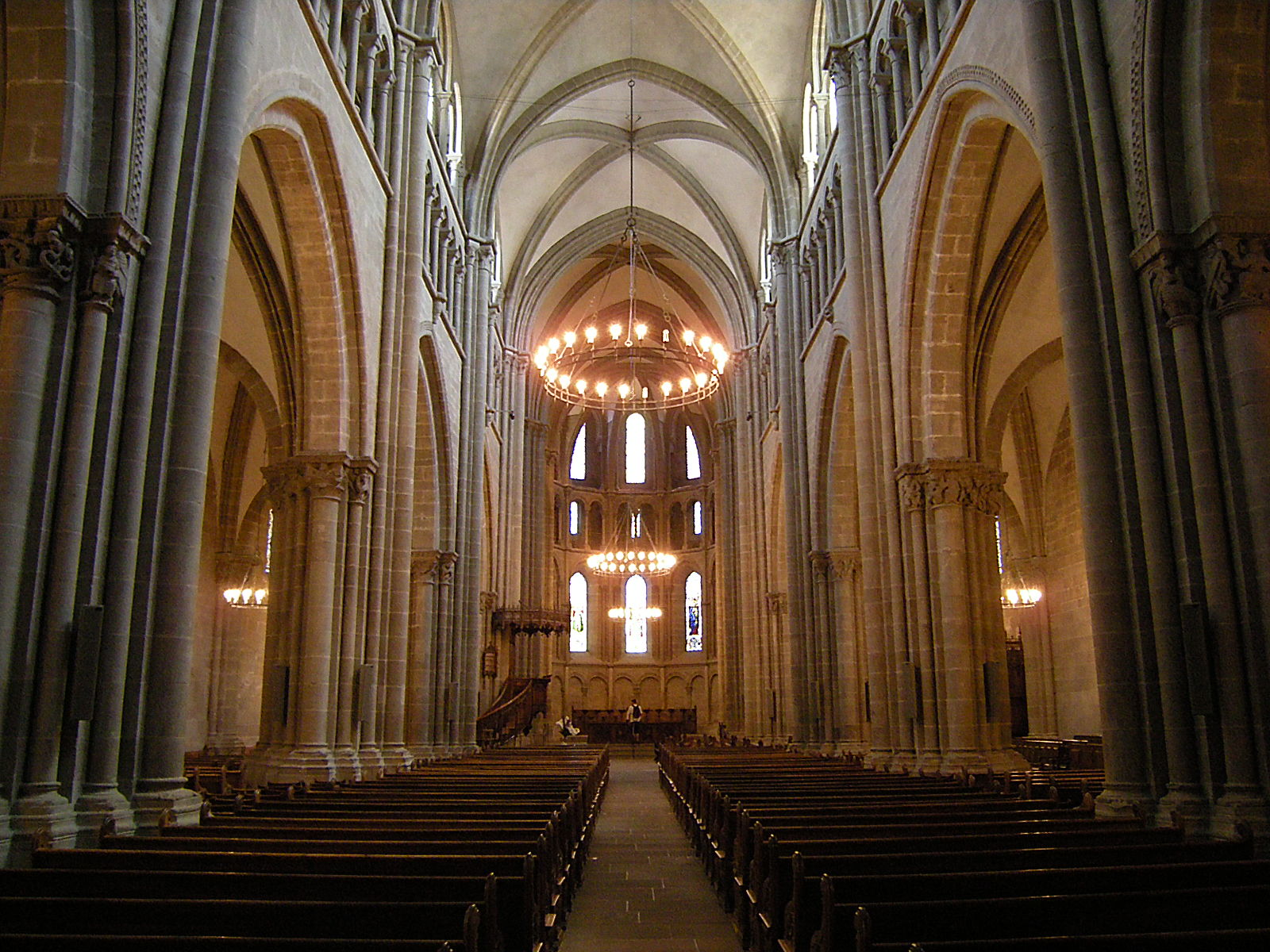
Katedrála, interiér

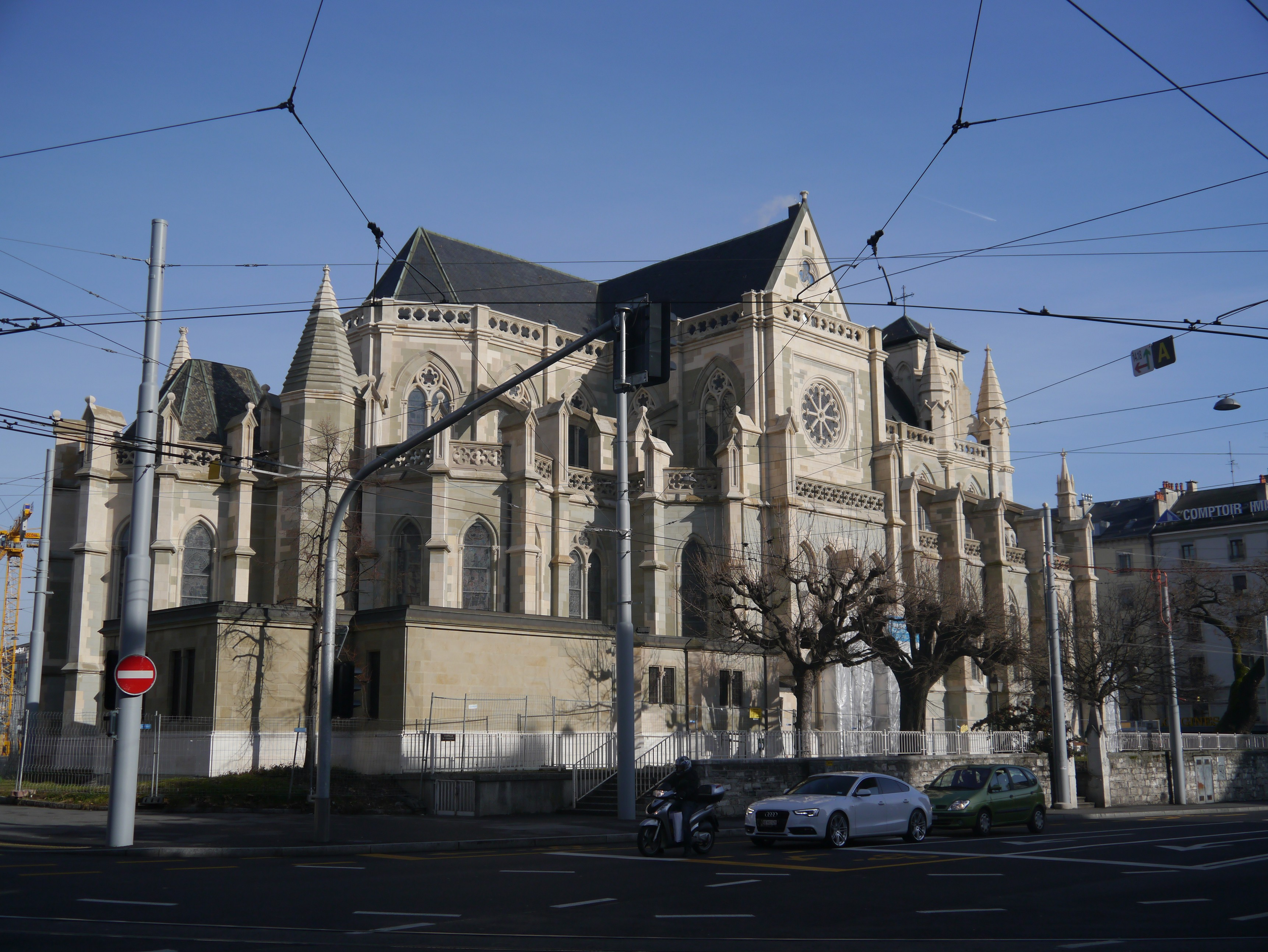
Bazilika Notre Dame

- Ženevské jezero (Lac Léman) o ploše 582 km², které podstatně patří k obrazu města, se 140 m vysokým vodotryskem (Jet d'Eau), s promenádami a parky kolem jezera. Téměř 20 % plochy města pokrývá zeleň, zejména kolem jezera a v diplomatické čtvrti na západě.
- Historické centrum města vzniklo na malém pahorku na levém břehu Rhôny, na jehož vrcholku dnes stojí
  - Katedrála svatého Petra (Münster), trojlodní románsko-gotická stavba z 1. třetiny 13. století (dokončena r. 1232) stojí na místě tří starších kostelů ze 6.–11. století. Pozůstatky starších staveb (baptisterium, 3 chrámy) jsou přístupné v podzemí v rozsáhlém archeologickém muzeu. Nad příčnou lodí byly vystavěny dvě věže s ochozem, dosud přístupné. Katedrála byla několikrát zpustošena, v letech 1400–1405 byla na jižní straně přistavěna samostatná gotická kaple Makabejských a nad křížením štíhlá střední věž. Při obrazoboreckém útoku reformátorů byly roku 1535 zničeny všechny oltáře i sochy a chrám proměněn na reformovaný. V letech 1536–1559 zde pravidelně kázal Jan Kalvín, v letech 1752–1756 byl přistavěn klasicistní sloupový portikus. V letech 1794–1798 zde sídlil revoluční tribunál. Na věžích je celkem 9 zvonů, největší La Clémence z roku 1407 váží 6,2 tuny, a od roku 1749 je zde i zvonkohra.
  - V sousedství katedrály je Maison Mallet (bývalý biskupský palác) s mezinárodním muzeem reformace.
  - Gotický kostel sv. Marie Magdalény (Église Sainte Madelaine) jižně pod katedrálou, stojí na předrománských základech ze 6. století
  - Gotický kostel svatého Germana (Église Saint-Germain) jihovýchodně pod katedrálou, stojí na románských základech
  - Radnice s věží z 15. století, s arkádovým traktem a nádvořím ze 16. století
  - Maison Favel – nejstarší měšťanský dům, vedle radnice
  - Gotická Městská zbrojnice
  - Městská brána na náměstí Molard.
  - Rodný domek Jeana-Jacquesa Rousseaua a jeho pomník,
  - Zeď reformátorů z roku 1909 na zbytcích hradeb se sochami G. Farela, J. Kalvína, T. de Bezy a J. Knoxe v nadživotní velikosti.
  - Stará budova univerzity s reformačním sálem, v němž 6. července 1915 přednesl památný projev Tomáš Garrigue Masaryk (...budeme se bránit třeba i železem).
  - Jezdecká bronzová socha generála Guillaume-Henri Dufoura

Na západní straně města na pravém břehu Rhôny je zahradní město
- Palác národů, sídlo OSN a bývalé Společnosti národů
- Za hlavním nádražím směrem k Paláci národů ulice Rue T. G. Masaryk.
- Botanická zahrada (Jardin botanique), Rue de Lausanne 1
- Hotel Richmond na nábřeží; zde v roce 1915 pobýval v exilu T. G. Masaryk
- Hotel Beau-Rivage na nábřeží, kde mj. bydlela rakouská císařovna Alžběta Bavorská („Sisi“), která zde byla roku 1898 zavražděna, před hotelem v parku je její bronzová socha z roku 1998; hotel jako třetí na světě a první ve Švýcarsku zprovoznil výtah[25]
- Věžový Pomník knížete Karla II. Brunšvického (Monument Brunswick) a jeho bronzová jezdecká socha, nacházející se ve druhém parku východně od hotelu

## Muzea
Ve městě je řada muzeí:
- Musée de l´Arianne, Av. de la Paix 10 (sklo a keramika)
- Musée d´Art et d´Histoire, R. Charles-Galland 2 (malby, sochy, umělecké předměty)
- Musée Barbier-Mueller, R. Jean-Calvin 10 (antické umění, primitivové)
- MAMCO, R. des Viuex-Grenadiers 10 (moderní umění)
- Přírodovědné muzeum, R. de Malagnou 1
- Etnografické muzeum, Bd. Carl-Vogt 65
- Muzeum Červeného kříže a Červeného půlměsíce, Av. de la Paix 17
- Muzeum dějin věd, R. de Lausanne 128
- Patek Philippe museum, R. des Vieux Grenadiers 7 (hodinky a hodinářství).

## Osobnosti
- Jan Kalvín (1509–1564), francouzský teolog, představitel reformace
- Jean-Étienne Liotard (1702–1789), švýcarský barokní malíř
- Gabriel Cramer (1704–1752), švýcarský matematik
- Jean Charles Galissard de Marignac (1817–1894),  švýcarský chemik
- Henri Dunant (1828–1910),  švýcarský podnikatel a humanista, nositel Nobelovy ceny za mír
- Élie Ducommun (1833–1906), švýcarský mírový aktivista a nositel Nobelovy ceny míru
- Ernest Bloch (1880–1959), švýcarsko-americký hudební skladatel
- Hector Hodler (1887–1920), švýcarský esperantista
- Charles Journet (1891–1975), švýcarský kněz a teolog
- Michel Simon (1895–1975), švýcarský herec
- Umberto II. (1904–1983), poslední italský král
- Jean Starobinski (1920–2019), švýcarský literární teoretik
- Renée Colliardová (1933–2022), švýcarská alpská lyžařka
- Marina Doriová (* 1935), švýcarská vodní lyžařka, neapolská kněžna
- Jean-Denis Délétraz (* 1963), švýcarský automobilový závodník
- Marc Rosset (* 1970), švýcarský tenista
- Emmanuelle Gagliardiová (* 1976), švýcarská tenistka
- Johann Vogel (* 1977), švýcarský fotbalový záložník
- Philippe Senderos (* 1985), švýcarský fotbalový obránce
- Romain Grosjean (* 1986), švýcarský automobilový závodník, pilot Formule 1
- Sarah Höfflinová (* 1991), švýcarská akrobatická lyžařka
- Sophie Chauveauová (* 1999), francouzská biatlonistka

## Partnerská města
- Alžír, Alžírsko
- Buenos Aires, Argentina (od roku 1991)
- Paříž, Francie (od roku 2002)